# Neolestremia orientalis
Neolestremia orientalis är en tvåvingeart som beskrevs av Sharma och Rao 1979. Neolestremia orientalis ingår i släktet Neolestremia och familjen gallmyggor. Inga underarter finns listade i Catalogue of Life.